# Oreagrion armeniacum
Oreagrion armeniacum är en trollsländeart som beskrevs av Maurits Anne Lieftinck 1949. Oreagrion armeniacum ingår i släktet Oreagrion och familjen dammflicksländor. Inga underarter finns listade i Catalogue of Life.